# Pentax K-x
K-m K-r
Le Pentax K-x est un appareil photographique reflex numérique annoncé le 16 septembre 2009. Il a pris la suite du Pentax K-m.

## Fonctionnalités

### Stabilisation
La stabilisation est proposée sur le boitier et non sur l'objectif.